# Carl Leopold Böhm
Carl Leopold Böhm (Viena, 1806 - 1848) fou un violoncel·lista austríac.
Va ser deixeble de Merk en el Conservatori de la capital austríaca i després s'establí a Estrasburg, on donà concerts en els que fou aplaudit extraordinàriament. Se'l considera com un dels violoncel·listes més distingits del seu temps i és autor d'apreciables composicions.